# Equip Terminal de Dades
Un equip terminal de dades (ETD, de l'anglès data terminal equipment) és qualsevol equip informàtic que sigui receptor o emissor final de dades.
És un component del circuit de dades que fa de font o destí de la informació. La característica que defineix un ETD no és l'eficiència ni la potència de càlcul, sinó la funció que realitza: ser origen o destí en una comunicació.
Un ETD font normalment conté la informació emmagatzemada en un dispositiu de memòria principal permanent (que es modifica sense un flux electrònic continu).
Un ETD destinació rep una informació o dades de manera directa o indirecta, sense alterar el contingut de la informació durant el procés.
Un exemple d'ETD és un terminal, una impressora o un ordinador.

## ETCD
Quan l'equip que participa en la comunicació entre dos dispositius no és receptor final ni l'emissor original de les dades que formen part d'aquesta comunicació, s'anomena equip terminal del circuit de dades (ETCD). Un exemple d'ETCD és un mòdem.